# Diseases Database
Diseases Databaseとは、病状・症状・および医薬品の関係についての情報を無料で提供する英語のデータベースである。このデータベースは、イギリス、ロンドンのMedical Object Oriented Software Enterprises Ltdという小さな会社が運営している。
サイト開設の理由は、「医師、他の臨床医療従事者、医学生」への「教育、情報提供と全体の利益」。
https://centralpharmacy.vn/article/yeu-sinh-ly-giai-ma-bi-mat
https://centralpharmacy.vn/article/yeu-sinh-ly-giai-ma-bi-mat
https://centralpharmacy.vn/article/yeu-sinh-ly-giai-ma-bi-mat
https://centralpharmacy.vn/article/yeu-sinh-ly-giai-ma-bi-mat
https://centralpharmacy.vn/article/yeu-sinh-ly-giai-ma-bi-mat
https://centralpharmacy.vn/article/yeu-sinh-ly-giai-ma-bi-mat
https://centralpharmacy.vn/article/yeu-sinh-ly-giai-ma-bi-mat
https://centralpharmacy.vn/article/yeu-sinh-ly-giai-ma-bi-mat
https://centralpharmacy.vn/article/yeu-sinh-ly-giai-ma-bi-mat
https://centralpharmacy.vn/article/yeu-sinh-ly-giai-ma-bi-mat
https://centralpharmacy.vn/article/yeu-sinh-ly-giai-ma-bi-mat

## 構成
病気、薬、症状、身体的徴候、正常ではない検査結果を含む人間の医療に関する議題を扱う「アイテム」と呼ばれる約8,500もの概念で構成されている。
アイテムを相互もしくはデータベース内でモデル化されるメタデータの外部情報資源3点セットにリンクするために、
- 最初に、Diseases Databaseのアイテムは様々な関係（例えば2型糖尿病 (en) の場合は虚血性心疾患の「危険因子」と書かれる）に割り当てられる。より形式的なデータベースとしてEntity–attribute–value modelを実体と値スロットの両方を取り込んでいるアイテムと一緒に採用している。このような関係は何れの方向に読むことが出来ており、たとえば「心筋梗塞は胸部痛を起こす」という主張は「胸部痛は心筋梗塞によって起こされる」という結果に基づいている。この王な関係はデータベース内で集められ、リストが得られる。例としてアイテムのリストで胸部痛や心筋梗塞の原因が分かるようになっている。

- 次に、Diseases DatabaseにあるほとんどのアイテムはOnline Mendelian Inheritance in Man、eMedicine、ウィキペディアといったネット上のリソースへ特定の話題に割り当てられハイパーリンクされる。

- 次に、Diseases DatabaseにあるほとんどのアイテムはUnified Medical Language System (UMLS)にある概念にマッピングされる。UMLSのリンクはデータベースにある主要なアイテムに関する定義の短文やMeSHのスコープノートを表示することができる。

UMLSの地図はまたICD-9やSNOMEDといった他の医学分類および用語へのリンクも可能である。
Diseases Databaseのコンテンツはこのように複数の医学コード化システムによってコード化された識別子を経由して潜在的かつ直接的にアクセスできる。例えば心筋梗塞を示すSNOMEDの概念コードは22298006でDiseases Databaseのアイテムでも http://www.diseasesdatabase.com/code_translate.asp?strCODE=22298006&strSAB=SNOMEDCT_US と同等のがあるが、UMLSにある関係を通して他の密接に関連する概念の番号でも同等のを見つけることができる。